# Druga sinoda Zagrebačke nadbiskupije
Druga sinoda Zagrebačke nadbiskupije bio je niz zasjedanja crkvenih poglavara i predstavnika vjernika, radi rješavanja doktrinarnih, upravnih i inih pitanja na području Zagrebačke nadbiskupije. Otvorena je 8. prosinca 2016., a zatvorena 10. veljače 2018.
Prva sinoda Zagrebačke nadbiskupije bila je 1925. godine, za vrijeme nadbiskupa Antuna Bauera.
Drugu sinodu Zagrebačke nadbiskupije najavio je kardinal Josip Bozanić 10. veljače 2002. godine na blagdan blaženog kardinala Alojzija Stepinca. U radu Sinode sudjelovali su svećenici, redovnici i vjernici laici. Geslo Sinode bilo je: »Hodimo u novosti života«. Logo Sinode izradio je Mladen Škvorc, svećenik Zagrebačke nadbiskupije.
Pripremno razdoblje Sinode uključivalo je prikupljanje prijedloga o temama i pitanjima, koje je Sinoda trebala obraditi te rasprava o prijedlozima na razini mjesne Crkve.
Prvo zasjedanje Sinode održano je je 9. i 10. prosinca 2016. s temom „Crkva zagrebačka u djelu evangelizacije”. Teme ostalih zasjedanja bile su: „Crkva zagrebačka u slavljenju Kristova otajstva”, „Crkva zagrebačka u zajedništvu svoga poziva i poslanja” i „Crkva zagrebačka u hrvatskome društvu”, a završno zasjedanje bilo je 24. i 25. studenoga 2017.